# 菊川町 (静岡県)
菊川町（きくがわちょう）は、かつて静岡県小笠郡に属していた町。
2005年（平成17年）1月16日、小笠町と合併して菊川市が発足した。気候は総じて温暖で、深蒸し茶（菊川茶）の産地として知られる。

## 地理

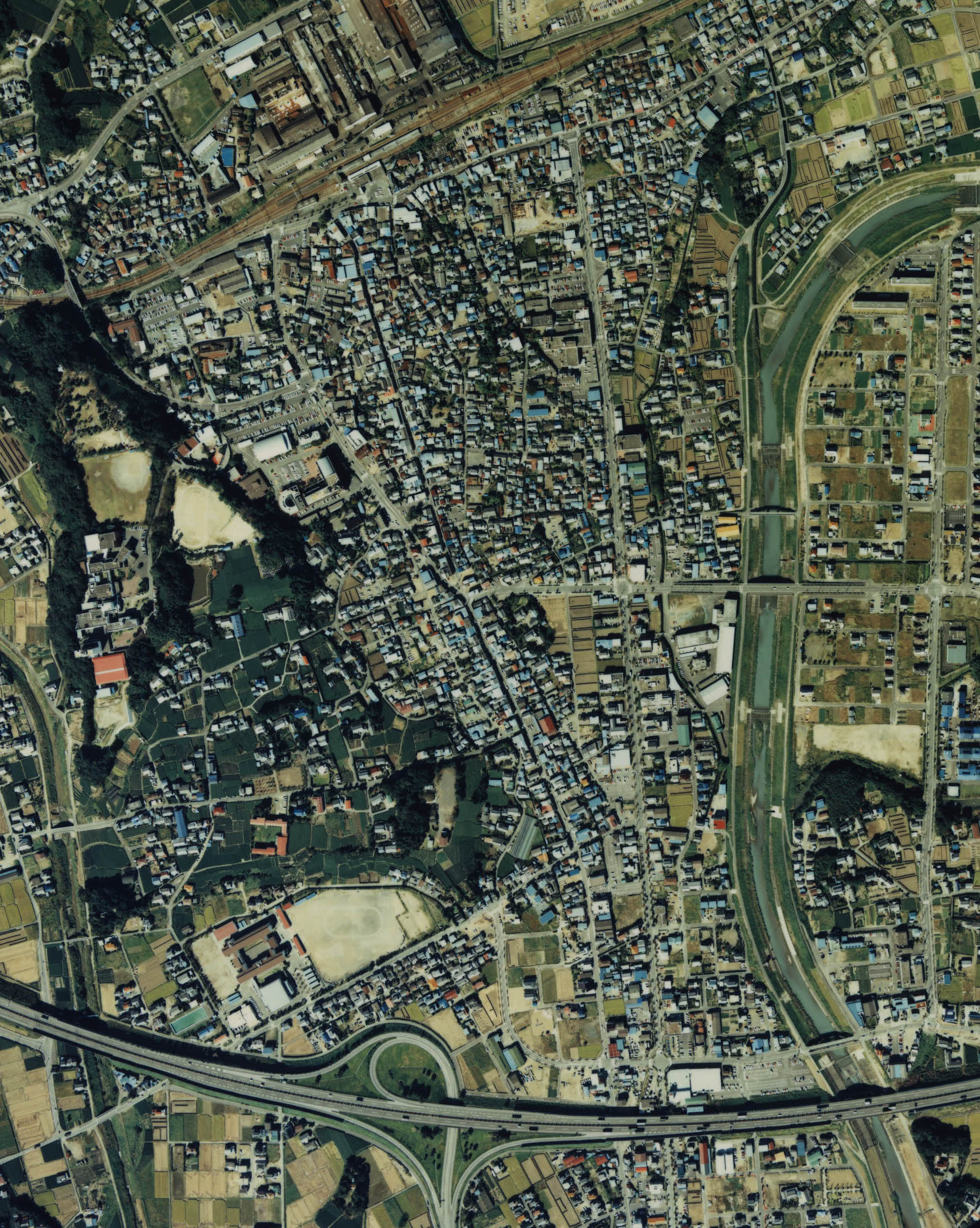
菊川町中心部の航空写真（1988年）。

静岡県の遠州東部に位置する。行政上の区分は静岡県西部地方に組み込まれることが多い。

### 隣接する自治体
菊川町消滅時に隣接していた自治体
- 掛川市
- 小笠郡：小笠町、大東町
- 榛原郡：金谷町、榛原町、相良町

## 歴史
- 1954年（昭和29年） - 堀之内町、六郷村、加茂村、横地村、内田村の1町4村が合併して菊川町が発足。
- 1955年（昭和30年） - 河城村を編入。これにより菊水ブロックの全町村が統合。
- 1957年（昭和32年） - 小笠町棚草原地区を編入。
- 2005年（平成17年） - 菊川町と小笠町が合併して菊川市が発足。同日菊川町は廃止。合併後の人口は約4万7000人。両町に同じ「棚草」地区が存在していたため、合併に伴い菊川町の棚草地区（1957年（昭和32年）に小笠町から編入した地域）を「牧之原」に名称変更した。

## 行政

### 姉妹都市・提携都市
- 菊川町（山口県豊浦郡、現下関市）

## 経済
菊川茶の生産で知られる。茶鋏や茶摘機などを生産する工業の町でもある。

### 産業
- 菊川茶（静岡茶）
- バラ
- レタス

## 教育

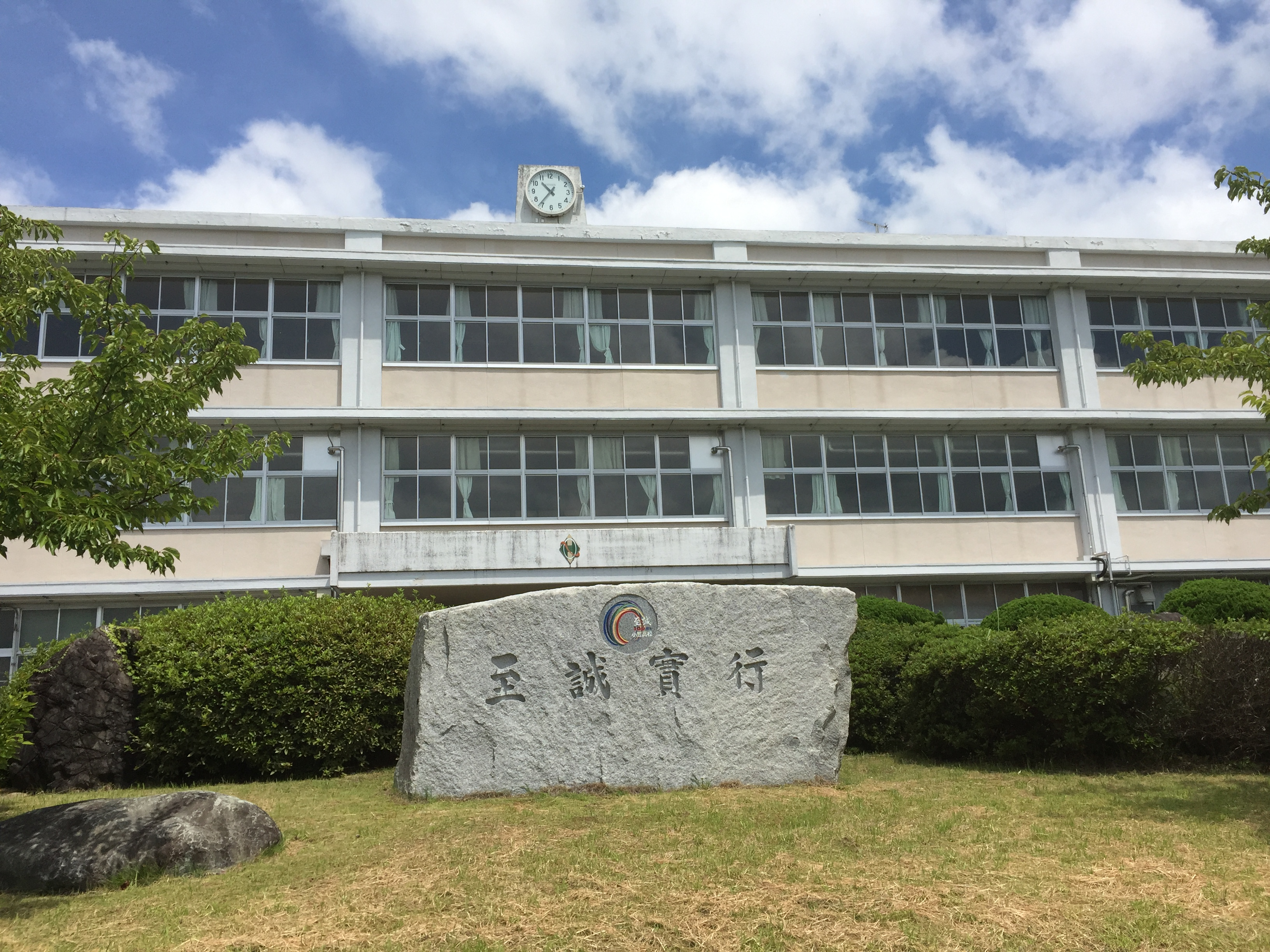
静岡県立小笠高等学校

### 小学校
- 菊川町立堀之内小学校
- 菊川町立六郷小学校
- 菊川町立加茂小学校
- 菊川町立内田小学校
- 菊川町立横地小学校
- 菊川町立河城小学校
- 組合立牧之原小学校

### 中学校
- 菊川町立菊川西中学校
- 菊川町立菊川東中学校
- 組合立牧之原中学校
- 常葉学園菊川中学校

### 高等学校
- 静岡県立小笠高等学校
- 常葉学園菊川高等学校

### 大学
- 常葉学園大学菊川キャンパス

### その他の学校
- 静岡県立袋井養護学校東遠分教室

## 施設

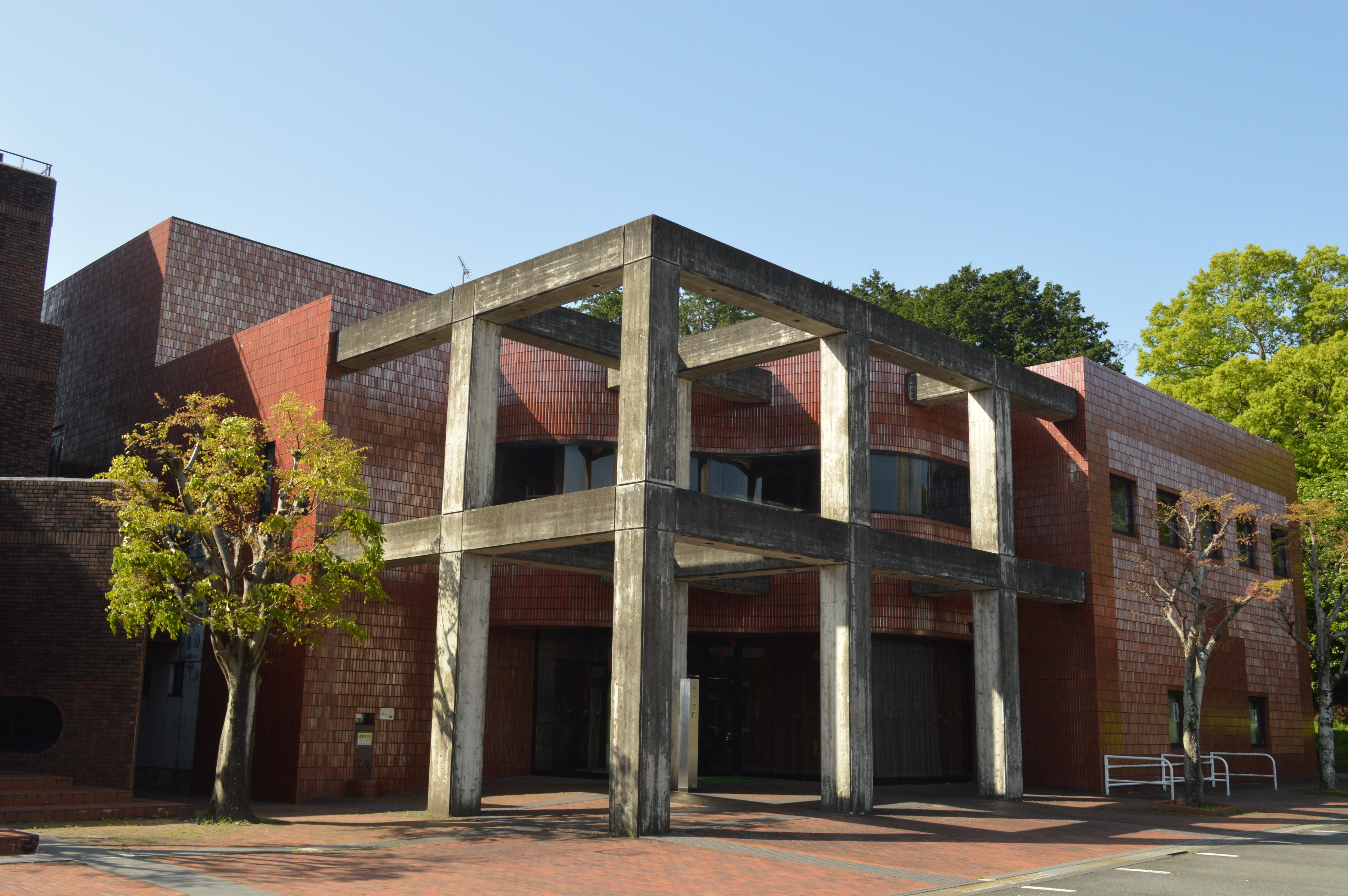
菊川町立図書館

- 共立菊川総合病院
- 菊川警察署
- 小笠地区消防本部
- 菊川町立図書館
- 菊川文化会館アエル
- 菊水映画劇場 - 映画館
- 堀之内劇場 - 映画館

## 交通

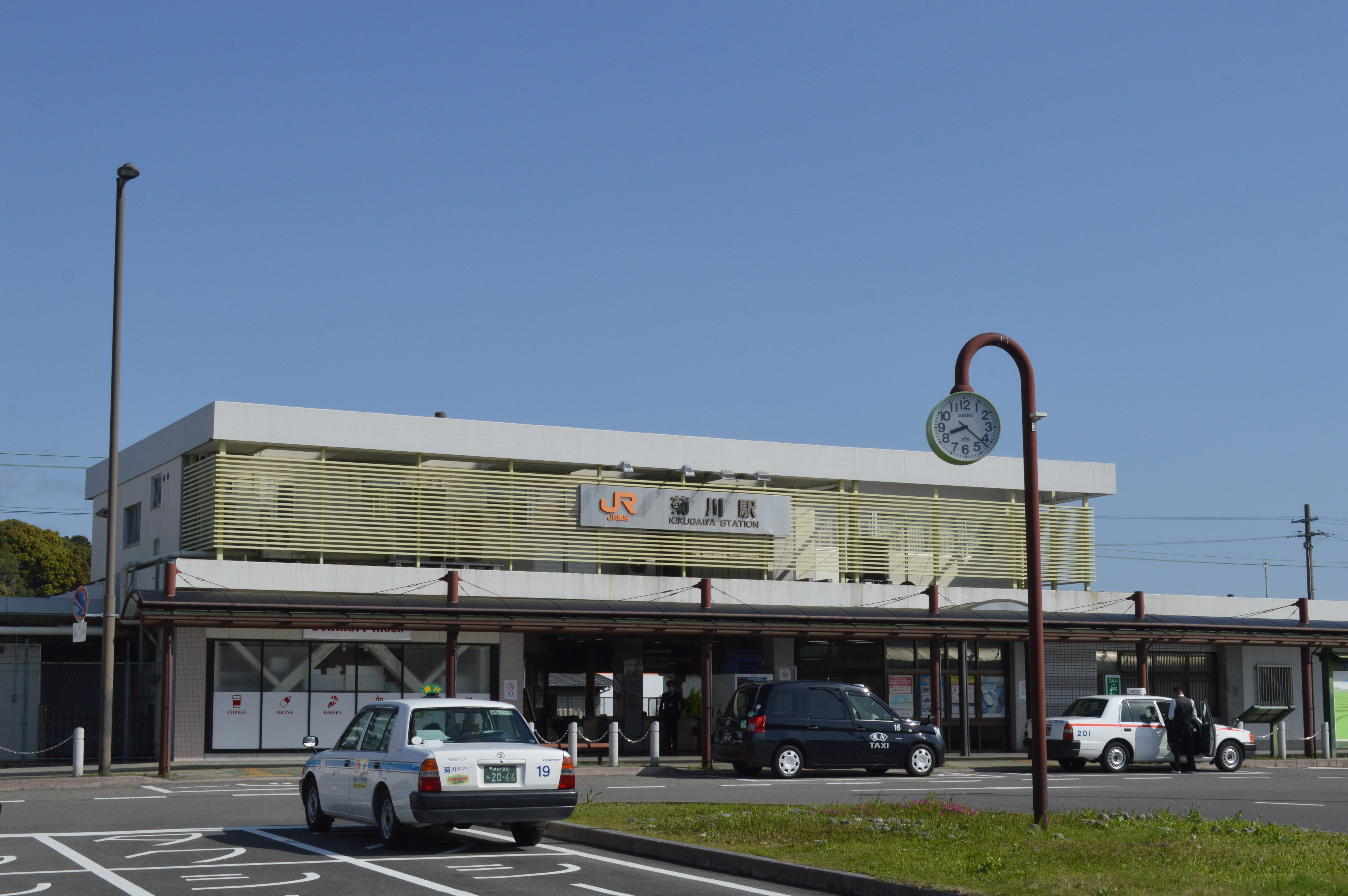
菊川駅

### 鉄道
- JR東海道本線
  - 菊川駅

### 道路
- 高速道路
  - 東名高速道路 - 菊川インターチェンジ
- 路線バス
  - しずてつジャストライン御前崎線

## 名所・旧跡・観光スポット
- 横地城跡 - 金玉落としの谷がある。
- 応声教院 - 山門は重要文化財。

## 出身有名人
- 小山ゆう - 漫画家。
- 榛葉賀津也 - 政治家。参議院議員。国民民主党。
- 山﨑貴弘 - プロ野球選手。
- 栗田土満 - 国学者。賀茂真淵の門人。
- みうな - アイドル。カントリー娘。。